# August Rosiwal
August Karl Rosiwal (Vienna, 2 dicembre 1860 – Vienna, 9 ottobre 1923) è stato un geologo e mineralogista austriaco.

## Biografia
Dal 1885 al 1891 fu assistente del professor Franz Toula dell'Università di Vienna, dal 1892 professore abilitato (senza cattedra) di mineralogia e petrografia e successivamente, dal 1898, docente supplente di mineralogia nella stessa Università.
Nel 1918 gli fu affidata la direzione dell'Istituto di Geologia dell'Università di Vienna. Nel 1953 la città di Vienna gli ha intitolato un vicolo del quartiere Favoriten.
È noto soprattutto per aver sviluppato, nel 1896, la scala di Rosiwal per misurare la durezza dei minerali. Rosiwal è noto in particolare per i suoi grandi meriti nel rilevamento cartografico molto dettagliato dell'Austria.